# La Roche-Canillac
La Roche-Canillac é uma comuna francesa na região administrativa da Nova Aquitânia, no departamento de Corrèze. Estende-se por uma área de 3,02 km². Em 2010 a comuna tinha 136 habitantes (densidade: 45 hab./km²).